# Arnifirst
Arnifirst är en bergstopp i Schweiz. Den ligger i kantonen Obwalden, i den centrala delen av landet, 50 km öster om huvudstaden Bern. Toppen på Arnifirst är 2 154 meter över havet.